# ترشی بندری
ترشی بندری یکی از انواع ترشیجات است. در این ترشی از هویج، بادمجان، موسیر، خیار، رب انار ترش، سیر، کرفس، گل کلم، فلفل سبز تند، گوجه فرنگی، سیب‌زمینی ترشی، تمر هندی، ادویه مخصوص ترشی و سبزی معطر استفاده می‌شود.  امروزه ترشی بندری به صورت صنعتی نیز تولید و توسط کارخانجات معتبر در داخل تولید و توزیع می‌شود. 